# 修士
修士（英語：friar，或），也稱修道士、隱修士，是天主教以及東正教對於男性修行者的稱呼，但不屬於神職人員。日本學制中的修士相當於碩士，也稱博士前期。
進入修會修行的人，則稱修道士。除了以擔任神職人員為目標的一般修士之外，另有終身不做神父、專事修道的終身修士。

## 概述
有意修行的男性，在進入各式修會，經初學後成為正式修士時，通常會發「三願」，即貧窮願、貞潔願、服從願，便終身不能結婚。在修道院的培育過程中，學習哲學、神學、人格培育，不同修會所學也會有所差異。學習完成後發末願，之後可經神師指導分辨，選擇成為執事走神職之路；或是成為終身修士走修道之路。
若一開始未選擇進入修會，而是進入教區的初級修院，正式名稱為修生；但常會訛傳為修士。事實上，兩者培育過程與目標相距甚遠。大、小修生的培育目標，較直接是為了培育未來的教區神職人員。

## 其他
修士的希腊文[μοναχός] 错误：{{Lang}}：無法辨識代碼 gre（帮助）（monachos），意为单身、独身，英语中的「Monasticism」（修行制度，独修主义）也来源于此。故越南语裡还翻译爲“单士”（越南语：／）。